# قطانية
قَطَانِيَةُ أو قَطَالِيَةُ (وكانت تسمى لدى العرب أيضا باسم بَلَد الفِيل أو مَدِينَة الفِيل، الإيطالية: Catania) ثاني أكبر مدن جزيرة صقلية جنوب إيطاليا وعاصمة مقاطعة كاتانيا يبلغ عدد سكانها 301.564 نسمة.
في تاريخها، دُمـّرت سبع مرات جرّاء الثورات البركانية (أكبرها سنة 1669) والزلازل (أعنفها عامي 1169 و1693).
أدرجت منظمة اليونسكو وسط كاتانيا التاريخي ضمن مواقع التراث العالمي، إلى جانب بلديات وادي نوتو السبع في عام 2002.

## السكان
في سنة 1861 بلغ عدد السكان 70٬608 نسمة، وتطور العدد ليصل في سنة 2011 لـ 293٬902 نسمة.
يظهر هذا المخطط البياني تطور النمو السكاني لـ قطانية

## الجغرافيا
تقع على الساحل الشرقي لها في متنصف المسافة بين ميسينا شمالا وسيراقوسة جنوبا، مطلةً على البحر الأيوني في خليج كاتانيا ويمر بها نهر أمينانو وساحلها صخري شمالاً ورملي جنوباً، يقع بالقرب منها بركان إتنا.

## التاريخ

### التأسيس
يتفق جميع الكتاب القدماء أن كاتانيا كانت مستعمرة إغريقية اسمها κατάνη كاتاني، كالسيسية الأصل ولكنها أسست فورا من مدينة ناكوس المجاورة، بتوجيه من قائد اسمه (يوارشوس). تاريخ تأسيسها بالتحديد لم يسجل، ولكن يبين لنا المؤرخ الإغريقي ثوسيديديس أنها أسست بعد فترة قصيرة من تأسيس Leontini ليونتيني (لينتيني الحالية)، التي يضعها في السنة الخامسة بعد سيراقوسة أو عام 730 م.

### صقلية الإغريقية
الحدث الوحيد الذي وقع في وقت مبكر من تاريخها وحصلنا عليه هو تشريع شارونداس، وحتى تاريخ هذا الحدث غير مؤكد تماماً. ولكن من المعروف أن هذا التشريع امتد إلى المدن الكالسيسية الأخرى ليس فقط من صقلية، ولكن أيضا في Magna Graecia (المستعمرات الإغريقية في جنوب شبه الجزيرة الإيطالية) فضلا عن بلاده، من الواضح أن كاتانيا استمرت في علاقات حميمة مع هذه المدن الشقيقة. ويبدو أن تبقيت مستقلة حتى وقت هيرو الأول، وقام هذا الطاغية في عام 476 بطرد جميع السكان الاصليين، الذين استقروا في ليونتيني، بينما أخد يسكن فيها قوما آخرين من مستعمرات أخرى ويقال أن أعدادهم بلغت 10,000 وكانوا من سيراقوسة ومن بيلوبونيس. وقام في الوقت نفسه بتغيير اسمها إلى α ἴ τνη (ايتنا، أو اتنا، بعد المنطقة القريبة من بركان)، وأعلن نفسه Oekist ويكيست أو مؤسس المدينة الجديدة.
و قد احتفل بهذا الحدث الشاعر بينارد، وبعد وفاته اعتبر بطل من قبل مواطني مستعمرته جديدة. لكن هذا الوضع استمر مدة قصيرة، فبعد سنوات قليلة من وفاة هيرو الأول وطرد ثراسيبولوس اتحد السيراقوسيون مع دوسيتيوس ملك السيكوليين، لطرد المستوطنين الجدد من سكان كاتانيا، الذين أجبروا على التقهقر إلى القلعة من إنيسا (الذي أعطى اسم ايتنا)، في حين أن المواطنين الكالسيسيين القدماء أعيدوا إلى امتلاك كاتانيا عام 461 ق.م.
يبدو أن الفترة التي تلت حسم الأمور في هذا العصر كانت واحدة من كبرى فترات الرخاء لكاتانيا، فضلا عن صقلية عموما : لكن ليس لدينا تفاصيل عن تاريخها حتي حملة أثينا العظيمة على صقلية (الجزء من حرب البيلوبونيسية). وفي تلك المناسبة : بغض النظر عن أصول الكاتانيون الكالسيسية، فإنهم في البداية رفضوا استقبال الاثينيون في مدينتهم : لكن فيما بعد دخلوا، ووجدوا أنفسهم مضطرين إلى تبني تحالف الغزاة، وبالتالي أصبحت كاتانيا مقر الأثيني للتسلح طوال السنة الأولى من الحملة، وقاعدة لعمليات اللاحقة ضد سيراقوسة. ليس لدينا معلومات عن مصير كاتانيا بعد انتهاء هذه الحملة. عام 403 ق.م سقطت في قبضة ديونيسيوس الأول من سيراكوزا وباع سكانها كعبيد، وسلم المدينة للنهب ؛ بعدها استقر فيها مجموعة من المرتزقة الكامبان.
بيد أنهم خرجوا مرةً أخرى عام 396 ق.م، متوجهين إلى إيتنا على للانضمام للجيش القرطاجي العظيم تحت هيميلكو وماغو. خسر ليبتينيس المعركة البحرية الكبرى شقيق ديونيسيوس فخرج فوراً من كاتانيا وسقطت المدينة فيما يبدو نتيجةً لذلك، بأيدي القرطاجيين، وليس لدينا معلومات عما حدث فب ما بعد، كما أنه لا يعرف من شكل سكانها الجدد ؛ ولكن من المؤكد أنها استمرت عامرة. عندما كان طرد كاليبوس قاتل ديون من سيراقوسة لفترة من الزمن استولى على كاتانيا ؛ وعندما حط تيموليون في صقلية نجد أنها خضعت لطاغية اسمه ماميركوس، الذي انضم أولا إلى كورنث ولكن بعد ذلك تخلى تحالفه وتحالف مع القرطاجيين، والنتيجة كنت الهجوم عليه وطرده من قبل تيموليون. كاتانيا الآن استعادة الحرية، ويبدو أنها لا تزال تحافظ على استقلالها ؛ وخلال حروب اغاثوكليسية مع القرطاجيين انحازت كل فترة مع طرف ؛ وعندما حط بيرهوس في صقلية، كانت كاتانيا أول من فتح الأبواب له، واستقبلته بترحاب كبير.

### الحكم الروماني
أثناء حرب بونيقية أولى كانت كاتانيا من أوائل مدن صقلية التي خضعت للرومان، بعد انتصارهم الأول في عام 263 ق.م وقول الكاتب بليني بأن فاليريوس ميسالا هو من استولى عليها هو خطأ بالتأكيد. يبدو أنها حافظت بعد ذلك على استمرار علاقاتها الودية مع روما، رغم عدم تتمتعها بمزايا المدينة الإتحادية (foederata civitas) كجارتيها تاورومينيوم (تاورمينا) وميسانا (ميسينا)، وقد ارتقت إلى لدرجة رخاء كبير في ظل الرومان. ذكر شيشرون مراراً على أنها في زمانه كانت مدينة غنية ومزدهرة ؛ احتفظت بمؤسساتها البلدية القديمة ؛ ويبدو أنها كانت من أهم موانئ صقلية لتصدير الذرة.
لاحقاً عانت بشدة من تخريب سكستوس بومبيوس، ومن ثم كانت إحدى المدن التي أرسل أوغسطس إليها مستعمرة ؛ الأمر الذي يبدو أنه ساهم بدرجة كبيرة في استعادة عافيتها، حتى أنها في زمن سترابو كانت من المدن القليلة بالجزيرة التي تعيش في رخاء.
و احتفظت برتبتها كمستعمرة وعلى ازدهارها طوال عهد الإمبراطورية الرومانية ؛ ويتضح ذلك بذكر أوسونيوس في القرن الرابع لكاتانيا وسيراقوسة فقط بين مدن صقلية في كتابه (Ordo Nobilium Urbium).

### بعد سقوط الإمبراطورية الرومانية
استعاد بيليساريوس كاتانيا من القوط عام 535، فعادت تحت حكم الإمبراطورية البيزنطية واحدة أهم مدن الجزيرة. أصابها دمار جرّاء زلزالين عامي 1169 و1693 وجرّاء تدفق للحمم البركانية التي مرّت من فوقها وحولها حتى وصلت البحر. تأسست بها جامعة كاتانيا عام 1434 كأول جامعة صقلية.

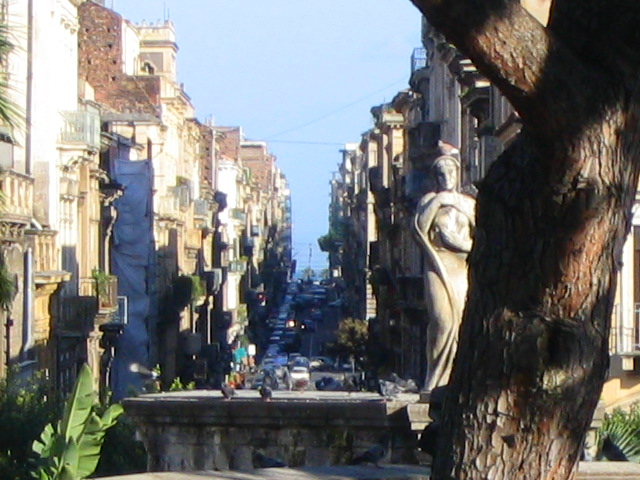
كاتانيا
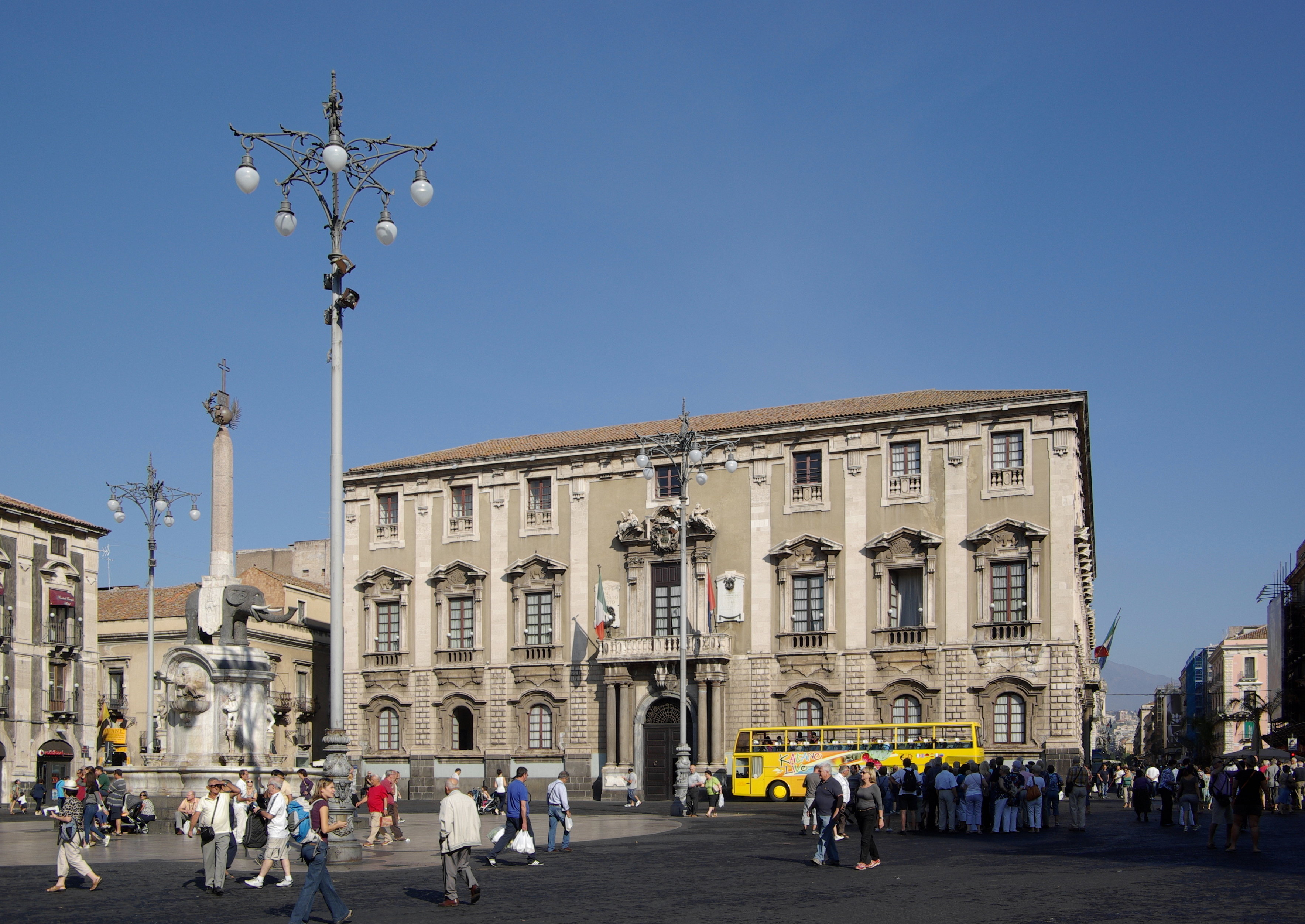
ساحة الكاتدرائية
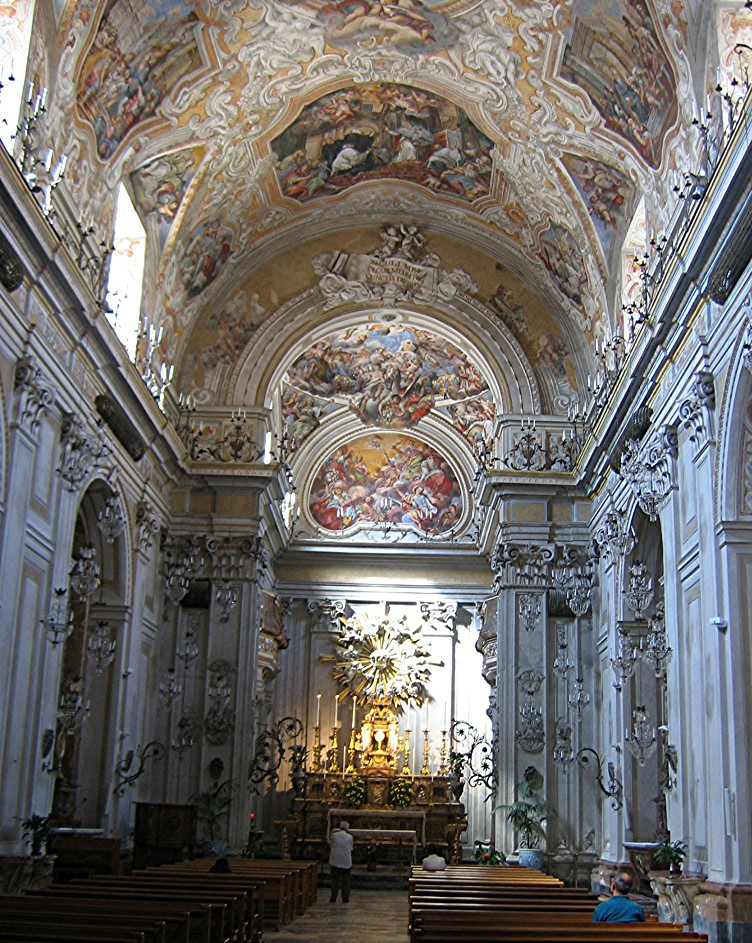
كنيسة سان بينيديتو
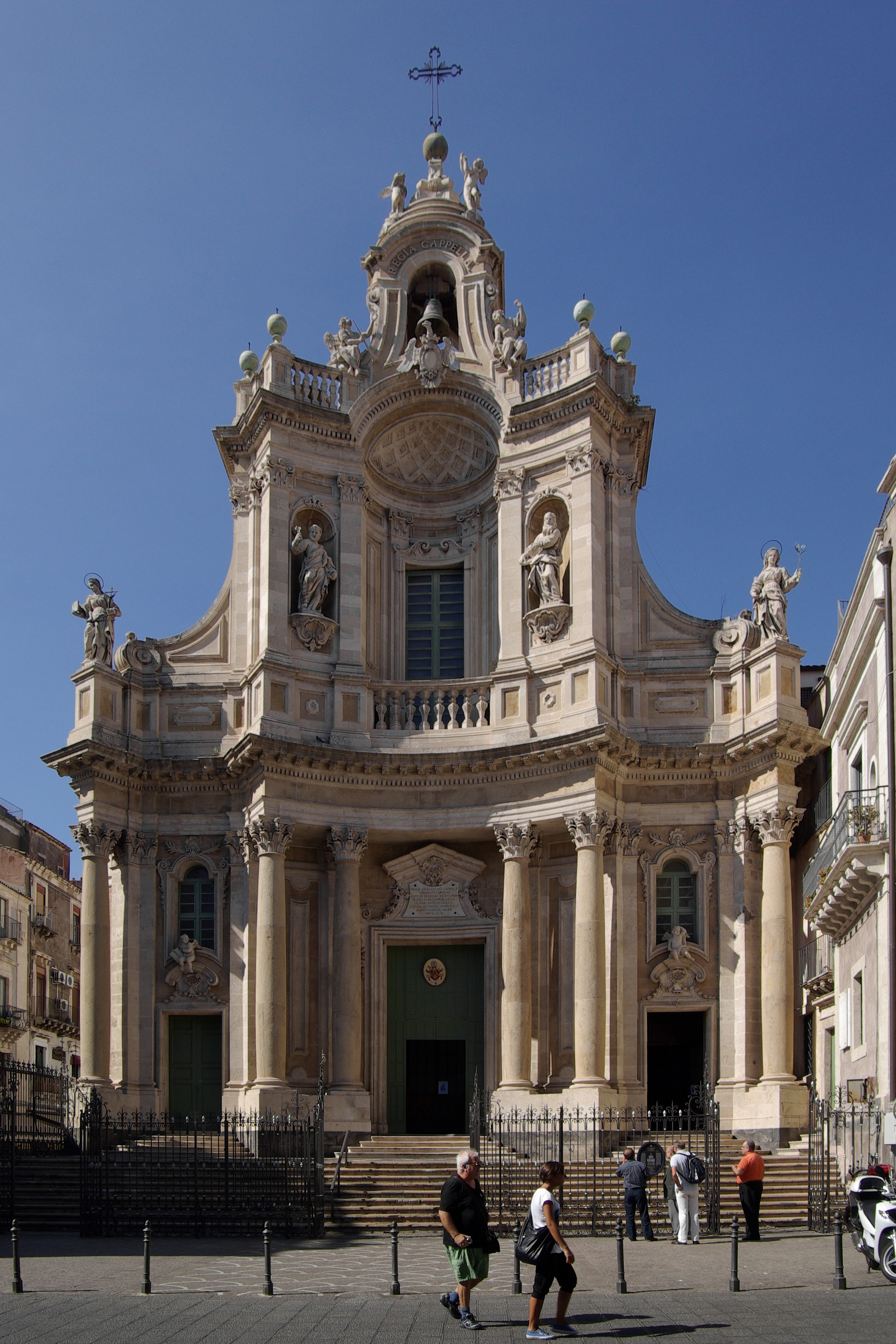
كنيسة سانت أغاتا
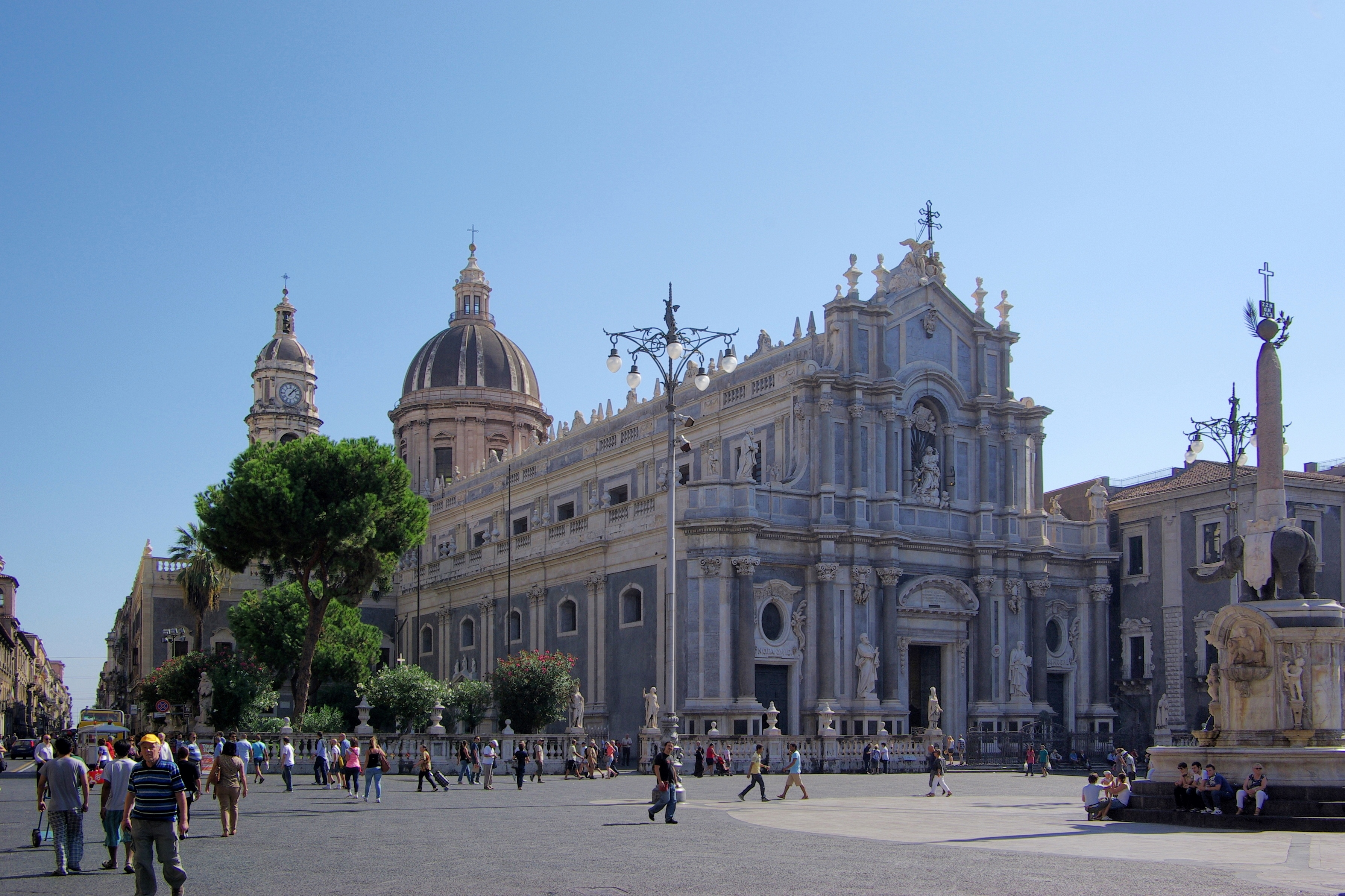
كاتدرائية كاتانيا